# تپه پاره سفلی
تپه پاره سفلی مربوط به دوران پیش از تاریخ ایران باستان است و در شهرستان شاهین دژ، روستای پاره سفلی واقع شده و این اثر در تاریخ ۱۰ خرداد ۱۳۸۲ با شمارهٔ ثبت ۸۷۵۴ به‌عنوان یکی از آثار ملی ایران به ثبت رسیده است.